# La Chaussée-d'Ivry
La Chaussée-d'Ivry és un municipi francès, situat al departament de l'Eure i Loir i a la regió de Centre – Vall del Loira. L'any 2007 tenia 1.002 habitants.

## Demografia

### Població
El 2007 la població de fet de La Chaussée-d'Ivry era de 1.002 persones. Hi havia 398 famílies, de les quals 96 eren unipersonals (52 homes vivint sols i 44 dones vivint soles), 151 parelles sense fills, 143 parelles amb fills i 8 famílies monoparentals amb fills.
La població ha evolucionat segons el següent gràfic:
Habitants censats

### Habitatges
El 2007 hi havia 467 habitatges, 403 eren l'habitatge principal de la família, 34 eren segones residències i 30 estaven desocupats. 427 eren cases i 39 eren apartaments. Dels 403 habitatges principals, 317 estaven ocupats pels seus propietaris, 78 estaven llogats i ocupats pels llogaters i 8 estaven cedits a títol gratuït; 27 tenien dues cambres, 77 en tenien tres, 119 en tenien quatre i 180 en tenien cinc o més. 308 habitatges disposaven pel capbaix d'una plaça de pàrquing. A 150 habitatges hi havia un automòbil i a 218 n'hi havia dos o més.

### Piràmide de població
La piràmide de població per edats i sexe el 2009 era:
| Homes | Edats   | Dones |
| ----- | ------- | ----- |
| 0     | 95 o +  | 0     |
| 0     | 90 a 94 | 0     |
| 4     | 85 a 89 | 16    |
| 4     | 80 a 84 | 8     |
| 12    | 75 a 79 | 8     |
| 16    | 70 a 74 | 28    |
| 40    | 65 a 69 | 20    |
| 20    | 60 a 64 | 36    |
| 32    | 55 a 59 | 12    |
| 56    | 50 a 54 | 48    |
| 28    | 45 a 49 | 60    |
| 36    | 40 a 44 | 24    |
| 24    | 35 a 39 | 24    |
| 24    | 30 a 34 | 28    |
| 28    | 25 a 29 | 40    |
| 32    | 20 a 24 | 12    |
| 36    | 15 a 19 | 12    |
| 24    | 10 a 14 | 20    |
| 16    | 5 a 9   | 32    |
| 32    | 0 a 4   | 16    |

## Economia
El 2007 la població en edat de treballar era de 679 persones, 517 eren actives i 162 eren inactives. De les 517 persones actives 483 estaven ocupades (259 homes i 224 dones) i 35 estaven aturades (12 homes i 23 dones). De les 162 persones inactives 75 estaven jubilades, 42 estaven estudiant i 45 estaven classificades com a «altres inactius».

### Ingressos
El 2009 a La Chaussée-d'Ivry hi havia 400 unitats fiscals que integraven 1.012,5 persones, la mediana anual d'ingressos fiscals per persona era de 21.057 €.

### Activitats econòmiques
Dels 43 establiments que hi havia el 2007, 1 era d'una empresa extractiva, 2 d'empreses de fabricació de material elèctric, 6 d'empreses de fabricació d'altres productes industrials, 10 d'empreses de construcció, 6 d'empreses de comerç i reparació d'automòbils, 3 d'empreses de transport, 3 d'empreses d'hostatgeria i restauració, 2 d'empreses d'informació i comunicació, 1 d'una empresa financera, 1 d'una empresa immobiliària, 6 d'empreses de serveis i 2 d'empreses classificades com a «altres activitats de serveis».
Dels 7 establiments de servei als particulars que hi havia el 2009, 1 era un guixaire pintor, 3 lampisteries i 3 electricistes.
L'únic establiment comercial que hi havia el 2009 era un supermercat.
L'any 2000 a La Chaussée-d'Ivry hi havia 6 explotacions agrícoles.

## Equipaments sanitaris i escolars
El 2009 hi havia una escola elemental integrada dins d'un grup escolar amb les comunes properes formant una escola dispersa.

## Poblacions més properes
El següent diagrama mostra les poblacions més properes.